# Ada Pometti
Ada Pometti, all'anagrafe Nunzia Agata Pometti (Roma, 13 maggio 1942), è un'attrice italiana.

## Biografia
È un'attrice italiana caratterista, diplomatasi al Centro sperimentale di cinematografia. Esordisce nella seconda metà degli anni sessanta in ruoli generici ritagliati sulla sua misura, interpretando spesso ruoli da cameriera, infermiera o prostituta. Per tutta la durata degli anni settanta recita in svariate pellicole, spaziando vari generi trovando maggior collocazione spesso nel filone erotico e nelle commedie sexy fino ad ottenere ruoli da comprimaria e talvolta da co-protagonista. 
Durante gli anni della sua carriera, Ada Pometti ha avuto modo di collaborare con diversi nomi noti del mondo dello spettacolo, lavorando spesso con Enrico Maria Salerno, Steno, Dario Argento e Luciano Salce; tra i ruoli che la vedono protagonista si può citare il film La cameriera seduce i villeggianti, nel quale interpreta una disinibita dipendente di un albergo. 
A partire dagli anni ottanta l'attività recitativa di Ada Pometti comincia a rallentare in concomitanza con la fine dei generi per la quale era stata più richiesta e non riuscendo a trovare un posto di rilievo nelle pellicole degli anni successivi, le apparizioni cinematografiche e televisive dell'attrice diventano più spesso sporadiche, apparendo sempre più nuovamente in ruoli minori.

## Filmografia

### Cinema
- Tabula rasa, regia di Paolo Capovilla (1968)
- I ragazzi del massacro, regia di Fernando Di Leo (1969)
- La prima notte del dottor Danieli, industriale, col complesso del... giocattolo, regia di Giovanni Grimaldi (1970)
- Basta guardarla, regia di Luciano Salce (1970)
- Principe coronato cercasi per ricca ereditiera, regia di Giovanni Grimaldi (1970)
- Il gatto a nove code, regia di Dario Argento (1971)
- Il provinciale, regia di Luciano Salce (1971)
- Lo chiamavano King..., regia di Giancarlo Romitelli (1971)
- Il vichingo venuto dal sud, regia di Steno (1971)
- Madness - Gli occhi della luna, regia di Cesare Rau (1971)
- Lady Frankenstein, regia di Mel Welles (1971)
- I due assi del guantone, regia di Mariano Laurenti (1971)
- 4 mosche di velluto grigio, regia di Dario Argento (1971)
- Si può fare molto con 7 donne, regia di Fabio Piccioni (1972)
- Causa di divorzio, regia di Marcello Fondato (1972)
- La polizia ringrazia, regia di Steno (1972)
- Jesse & Lester - Due fratelli in un posto chiamato Trinità, regia di Renzo Genta (1972)
- Blood Story, regia di Amasi Damiani (1972)
- Casa d'appuntamento, regia di Ferdinando Merighi (1972)
- Novelle galeotte d'amore, regia di Antonio Margheriti (1972)
- L'assassino... è al telefono, regia di Alberto De Martino (1972)
- L'uccello migratore, regia di Steno (1972)
- Sotto a chi tocca!, regia di Gianfranco Parolini (1972)
- La gatta in calore, regia di Nello Rossati (1972)
- Il sindacalista, regia di Luciano Salce (1972)
- Continuavano a chiamarli... er più e er meno, regia di Giuseppe Orlandini (1972)
- La proprietà non è più un furto, regia di Elio Petri (1973)
- Diario segreto da un carcere femminile, regia di Rino Di Silvestro (1973)
- Fra' Tazio da Velletri, regia di Romano Scandariato (1973)
- Ancora una volta prima di lasciarci, regia di Giuliano Biagetti (1973)
- Corte marziale, regia di Roberto Mauri (1973)
- ...altrimenti ci arrabbiamo!, regia di Marcello Fondato (1974)
- Commissariato di notturna, regia di Guido Leoni (1974)
- Carnalità, regia di Alfredo Rizzo (1974)
- Verginità, regia di Marcello Andrei (1974)
- La via dei babbuini, regia di Luigi Magni (1974)
- Cagliostro, regia di Daniele Pettinari (1975)
- La sensualità è... un attimo di vita, regia di Dante Marraccini (1975)
- La missione del mandrillo, regia di Guido Zurli (1975)
- Pasqualino Settebellezze, regia di Lina Wertmüller (1975)
- La pelle sotto gli artigli, regia di Alessandro Santini (1975)
- Fango bollente, regia di Vittorio Salerno (1975)
- L'esorciccio, regia di Ciccio Ingrassia (1975)
- Il caso Raoul, regia di Maurizio Ponzi (1975)
- Diabolicamente... Letizia, regia di Salvatore Bugnatelli (1975)
- L'equivoco, episodio di Basta che non si sappia in giro, regia di Luigi Comencini (1976)
- L'Italia s'è rotta, regia di Steno (1976)
- Zanna Bianca e il grande Kid, regia di Vito Bruschini (1977)
- Le evase - Storie di sesso e di violenze, regia di Giovanni Brusatori (come Conrad Brueghel) (1978)
- Disco delirio, regia di Oscar Righini (1979)
- La cameriera seduce i villeggianti, regia di Aldo Grimaldi (1980)
- Buona come il pane, regia di Riccardo Sesani (1981)
- L'ultimo giorno, regia di Amasi Damiani (1985)
- Classe mista 3ª A, regia di Federico Moccia (1996)

### Televisione
- Atti degli apostoli, regia di Roberto Rossellini – miniserie TV (1969)
- Il capo dei capi, regia di Enzo Monteleone e Alexis Sweet – miniserie TV (2007)
- Il tredicesimo apostolo – serie TV, episodio 2x10 (2014)